# Ehumbo

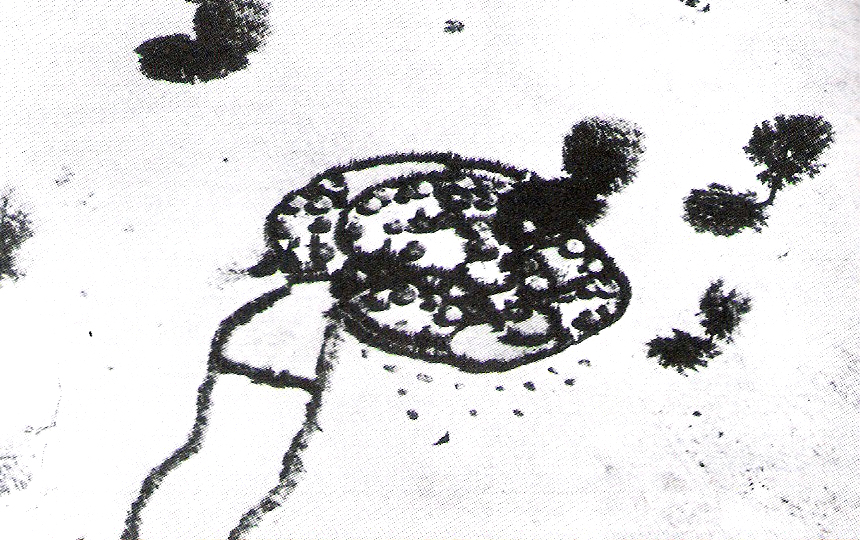
Ehumbo típico cuanhama

O ehumbo é uma habitação típica, característica do grupo étnico cuanhama, que habitam o sul de Angola e o norte da Namíbia.